# Gleb Wataghin
Gleb Wataghin (in russo Глеб Васильевич Ватагин?, Gleb Vasil'evič Vatagin; Birzula, 3 novembre 1899 – Torino, 10 ottobre 1986) è stato un fisico russo naturalizzato italiano.

## Biografia
Wataghin fu un fisico sperimentale che diede grande impulso alla ricerca e all'insegnamento della fisica in due continenti: all'Università di San Paolo del Brasile e all'Università di Torino, nella quale si era anche laureato.
Wataghin, nel 1934, fu uno dei fisici europei inviati in Brasile, insieme a specialisti di altri campi del sapere, per rendere possibile la fondazione dell'Università di San Paolo. Qui divenne il maestro di un brillante gruppo di giovani fisici brasiliani, come César Lattes, Oscar Sala, Mário Schenberg, Roberto Salmeron, Marcelo Damy de Souza Santos e Jayme Tiomno.
In suo onore, fu dato il suo nome all'istituto di fisica dell'UNICAMP, l'Università statale di Campinas, in Brasile. A lui è anche dedicato un premio nel campo della fisica.
Fu vincitore del Premio Feltrinelli nel 1951, socio nazionale dell'Accademia delle Scienze di Torino dal 1950 e membro dell'Accademia dei Lincei dal 1960.

## Opere scelte
- On the Formation of Chemical Elements Inside the Stars, «Physical Review» 73, 79 (1948)
- Thermal Equilibrium Between Elementary Particles, Phys. Rev. 63, 137 (1943)